# Світова чемпіонська серія Вірджинії Слімс 1984
Світова чемпіонська серія Вірджинії Слімс 1984 року була 15-м сезоном від створення Жіночої тенісної асоціації, тривала з березня 1984 до березня 1985 року та містила 52 турніри.
Світова чемпіонська серія Вірджинії Слімс замінила тури WTA з 1983 до 1987 років, охоплювала елітні турніри колишніх Toyota Series і Avon Series, у тому числі чотири турніри Великого шолома.

## Графік
Нижче наведено повний розклад турнірів сезону, включаючи перелік тенісистів, які дійшли на турнірах щонайменше до чвертьфіналу.

### Березень
| Тиждень    | Турнір | Чемпіонки                              | Фіналістки                                   | Півфіналістки                                           | Чвертьфіналістки                                                                                                |
| ---------- | --- | -------------------------------------- | -------------------------------------------- | ------------------------------------------------------- | --- |
| 5 березня  | Bridgestone Doubles Championships 1984 Tokyo, Японія $175,000 – Килим (i) – 8D Парний розряд                              | Енн Кійомура Пем Шрайвер 6–3, 6–7, 6–3 | Барбара Джордан (тенісистка) Елізабет Смайлі | Біллі Джин Кінг / Шерон Волш Енн Гоббс / Венді Тернбулл | Джиджі Фернандес / Бет Герр Бонні Гадушек / Венді Вайт Алісія Молтон / Пола Сміт Андреа Леанд / Мері-Лу Деніелс |
| 12 березня | Virginia Slims of Florida 1984 Палм-Біч-Ґарденс, Florida, США $150,000 – Ґрунт – 32S/16D Одиночний розряд – Парний розряд | Кріс Еверт 6–0, 6–1                    | Бонні Гадушек                                | Карлінг Бассетт-Сегусо Зіна Гаррісон                    | Мануела Малеєва Террі Фелпс Іванна Мадруга Раффаелла Реджі                                                      |
| 12 березня | Virginia Slims of Florida 1984 Палм-Біч-Ґарденс, Florida, США $150,000 – Ґрунт – 32S/16D Одиночний розряд – Парний розряд | Бетсі Нагелсен Енн Вайт 2–6, 6–2, 6–2  | Розалін Феербенк Кенді Рейнолдс              | Карлінг Бассетт-Сегусо Зіна Гаррісон                    | Мануела Малеєва Террі Фелпс Іванна Мадруга Раффаелла Реджі                                                      |
| 19 березня | Virginia Slims of Dallas 1984 Даллас, США $150,000 – Килим (i) – 32S/16D/32Q Одиночний розряд – Парний розряд             | Гана Мандлікова 7–6, 3–6, 6–1          | Кеті Джордан                                 | Зіна Гаррісон Пем Шрайвер                               | Джоанн Расселл Гелена Сукова Вірджинія Рузіч Kim Shaefer                                                        |
| 19 березня | Virginia Slims of Dallas 1984 Даллас, США $150,000 – Килим (i) – 32S/16D/32Q Одиночний розряд – Парний розряд             | Леслі Аллен Енн Вайт 6–4, 5–7, 6–2     | Сенді Коллінз Елізабет Смайлі                | Зіна Гаррісон Пем Шрайвер                               | Джоанн Расселл Гелена Сукова Вірджинія Рузіч Kim Shaefer                                                        |
| 26 березня | Virginia Slims of Boston 1984 Бостон, США $150,000 – Килим (i) – 32S/16D/32Q Одиночний розряд – Парний розряд             | Гана Мандлікова 7–5, 6–0               | Гелена Сукова                                | Бет Герр Кеті Джордан                                   | Пем Кеселі Алісія Молтон Барбара Поттер Беттіна Бюнге                                                           |
| 26 березня | Virginia Slims of Boston 1984 Бостон, США $150,000 – Килим (i) – 32S/16D/32Q Одиночний розряд – Парний розряд             | Барбара Поттер Шерон Волш 7–6, 6–0     | Андреа Леанд Мері-Лу Деніелс                 | Бет Герр Кеті Джордан                                   | Пем Кеселі Алісія Молтон Барбара Поттер Беттіна Бюнге                                                           |

### Квітень
| Тиждень   | Турнір | Чемпіонки                                        | Фіналістки                     | Півфіналістки                        | Чвертьфіналістки                                                    |
| --------- | --- | ------------------------------------------------ | ------------------------------ | ------------------------------------ | ------------------------------------------------------------------- |
| 2 квітня  | Miami Classic 1984 Маямі, Florida, США $50,000 – Ґрунт – 32S/16D Одиночний розряд – Парний розряд                                              | Лаура Аррая 6–3, 6–2                             | Петра Губер                    | Сабрина Голеш Патрісія Медрадо       | Вікі Нелсон-Данбар Barbie Bramblett Барбара Геркен Пола Сміт        |
| 2 квітня  | Miami Classic 1984 Маямі, Florida, США $50,000 – Ґрунт – 32S/16D Одиночний розряд – Парний розряд                                              | Pat Medrado Івонн Вермак 6–3, 6–3                | Кейт Летем Джанет Ньюберрі     | Сабрина Голеш Патрісія Медрадо       | Вікі Нелсон-Данбар Barbie Bramblett Барбара Геркен Пола Сміт        |
| 9 квітня  | Family Circle Cup 1984 Гілтон-Гед-Айленд (Південна Кароліна), США $200,000 – Ґрунт – 56S/32D/32X Одиночний розряд – Парний розряд              | Кріс Еверт 6–2, 6–3                              | Клаудія Коде-Кільш             | Зіна Гаррісон Карлінг Бассетт-Сегусо | Сільвія Ганіка Сабрина Голеш Крістіан Жоліссен Кетлін Горват        |
| 9 квітня  | Family Circle Cup 1984 Гілтон-Гед-Айленд (Південна Кароліна), США $200,000 – Ґрунт – 56S/32D/32X Одиночний розряд – Парний розряд              | Клаудія Коде-Кільш Гана Мандлікова 6–3, 6–3      | Енн Гоббс Шерон Волш           | Зіна Гаррісон Карлінг Бассетт-Сегусо | Сільвія Ганіка Сабрина Голеш Крістіан Жоліссен Кетлін Горват        |
| 16 квітня | NutraSweet WTA Championships 1984 Амелія (острів), США $250,000 – Ґрунт – 56S/32D/32X Одиночний розряд – Парний розряд                         | Мартіна Навратілова 6–2, 6–0                     | Кріс Еверт                     | Гана Мандлікова Мануела Малеєва      | Катрін Танв'є Кетлін Горват Зіна Гаррісон Сільвія Ганіка            |
| 16 квітня | NutraSweet WTA Championships 1984 Амелія (острів), США $250,000 – Ґрунт – 56S/32D/32X Одиночний розряд – Парний розряд                         | Кеті Джордан Енн Сміт 6–3, 6–3                   | Енн Гоббс Міма Яушовець        | Гана Мандлікова Мануела Малеєва      | Катрін Танв'є Кетлін Горват Зіна Гаррісон Сільвія Ганіка            |
| 23 квітня | Taranto Open 1984 Таранто, Італія $50,000 – Ґрунт – 16S/16D/32X Одиночний розряд – Парний розряд                                               | Сандра Чеккіні 6–2, 7–5                          | Сабрина Голеш                  | Петра Губер Ivanna Madruga-Osses     | Сабіна Сіммондс Бернадетте Рендалл Ліліан Дрешер Вікі Нелсон-Данбар |
| 23 квітня | Taranto Open 1984 Таранто, Італія $50,000 – Ґрунт – 16S/16D/32X Одиночний розряд – Парний розряд                                               | Сабрина Голеш Петра Губер 6–3, 6–3               | Олена Єлісеєнко Natascia Reva  | Петра Губер Ivanna Madruga-Osses     | Сабіна Сіммондс Бернадетте Рендалл Ліліан Дрешер Вікі Нелсон-Данбар |
| 23 квітня | United Airlines Tournament of Champions 1984 Орландо, США $200,000 – Ґрунт – 28S/7D Одиночний розряд – Парний розряд                           | Мартіна Навратілова 6–0, 6–1                     | Лаура Аррая                    | Бонні Гадушек Ліса Бондер            | Кетлін Горват Сільвія Ганіка Джо Дьюрі Андреа Темешварі             |
| 23 квітня | United Airlines Tournament of Champions 1984 Орландо, США $200,000 – Ґрунт – 28S/7D Одиночний розряд – Парний розряд                           | Клаудія Коде-Кільш Гана Мандлікова 6–0, 1–6, 6–3 | Енн Гоббс Венді Тернбулл       | Бонні Гадушек Ліса Бондер            | Кетлін Горват Сільвія Ганіка Джо Дьюрі Андреа Темешварі             |
| 23 квітня | Дурбан, ПАР $50,000 – Тверде – 32S/16D Одиночний розряд, парний розряд                                                                         | Пінат Луї 6–1, 6–4                               | Рене Ейс                       | Аманда Браун Аннабел Крофт           | Гайді Айстерленер Клаудія Монтейру Корінн Ваньє Робін Вайт          |
| 23 квітня | Дурбан, ПАР $50,000 – Тверде – 32S/16D Одиночний розряд, парний розряд                                                                         | Анна-Марія Фернандес Пінат Луї 7–5, 5–7, 6–1     | Клаудія Монтейру Беверлі Моулд | Аманда Браун Аннабел Крофт           | Гайді Айстерленер Клаудія Монтейру Корінн Ваньє Робін Вайт          |
| 30 квітня | South African Open (теніс) 1984 Йоганнесбург, Південно-Африканська Республіка $150,000 – Тверде (i) – 32S/16D Одиночний розряд – Парний розряд | Кріс Еверт 6–3, 6–0                              | Андреа Єйгер                   | Енн Вайт Рене Ейс                    | Андреа Леанд Сенді Коллінз Аннабел Крофт Енн Генрікссон             |
| 30 квітня | South African Open (теніс) 1984 Йоганнесбург, Південно-Африканська Республіка $150,000 – Тверде (i) – 32S/16D Одиночний розряд – Парний розряд | Розалін Феербенк Беверлі Моулд 6–1, 6–2          | Сенді Коллінз Андреа Леанд     | Енн Вайт Рене Ейс                    | Андреа Леанд Сенді Коллінз Аннабел Крофт Енн Генрікссон             |

### Травень
| Тиждень   | Турнір | Чемпіонки                                     | Фіналістки                         | Півфіналістки                      | Чвертьфіналістки                                               |
| --------- | --- | --------------------------------------------- | ---------------------------------- | ---------------------------------- | -------------------------------------------------------------- |
| 7 травня  | WTA Swiss Open 1984 Лугано, Швейцарія $100,000 – Ґрунт – 32S/16D Одиночний розряд – Парний розряд                                                            | Мануела Малеєва 6–1, 6–1                      | Іва Бударжова                      | Кетлін Горват Раффаелла Реджі      | Kateřina Böhmová Марселла Мескер Іванна Мадруга Іноуе Ецуко    |
| 7 травня  | WTA Swiss Open 1984 Лугано, Швейцарія $100,000 – Ґрунт – 32S/16D Одиночний розряд – Парний розряд                                                            | Крістіан Жоліссен Марселла Мескер 6–1, 6–2    | Іва Бударжова Марцела Скугерська   | Кетлін Горват Раффаелла Реджі      | Kateřina Böhmová Марселла Мескер Іванна Мадруга Іноуе Ецуко    |
| 14 травня | WTA German Open 1984 Berlin, West Німеччина $150,000 – Ґрунт – 56S/32D Одиночний розряд – Парний розряд                                                      | Клаудія Коде-Кільш 7–6(10–8), 6–1             | Кетлін Горват                      | Кеті Ріналді Катрін Танв'є         | Штеффі Граф Гелена Сукова Андреа Леанд Сабрина Голеш           |
| 14 травня | WTA German Open 1984 Berlin, West Німеччина $150,000 – Ґрунт – 56S/32D Одиночний розряд – Парний розряд                                                      | Енн Гоббс Кенді Рейнолдс 6–3, 4–6, 7–6(13–11) | Кетлін Горват Вірджинія Рузіч      | Кеті Ріналді Катрін Танв'є         | Штеффі Граф Гелена Сукова Андреа Леанд Сабрина Голеш           |
| 21 травня | Internazionali d'Italia 1984 Перуджа, Італія $150,000 – Ґрунт – 56S/32D Одиночний розряд – Парний розряд                                                     | Мануела Малеєва 6–3, 6–3                      | Кріс Еверт                         | Ліса Бондер Карлінг Бассетт-Сегусо | Андреа Темешварі Раффаелла Реджі Івонн Вермак Вірджинія Рузіч  |
| 21 травня | Internazionali d'Italia 1984 Перуджа, Італія $150,000 – Ґрунт – 56S/32D Одиночний розряд – Парний розряд                                                     | Іва Бударжова Гелена Сукова 7–6, 1–6, 6–4     | Кетлін Горват Вірджинія Рузіч      | Ліса Бондер Карлінг Бассетт-Сегусо | Андреа Темешварі Раффаелла Реджі Івонн Вермак Вірджинія Рузіч  |
| 28 травня | Відкритий чемпіонат Франції з тенісу 1984 Paris, Франція Турніри Великого шлема $750,000 – Ґрунт – 128S/64Q/64D/48X Одиночний розряд – Парний розряд – Мікст | Мартіна Навратілова 6–3, 6–1                  | Кріс Еверт                         | Гана Мандлікова Камілл Бенджамін   | Кетлін Горват Мелісса Браун Ліса Бондер Карлінг Бассетт-Сегусо |
| 28 травня | Відкритий чемпіонат Франції з тенісу 1984 Paris, Франція Турніри Великого шлема $750,000 – Ґрунт – 128S/64Q/64D/48X Одиночний розряд – Парний розряд – Мікст | Мартіна Навратілова Пем Шрайвер 5–7, 6–3, 6–2 | Клаудія Коде-Кільш Гана Мандлікова | Гана Мандлікова Камілл Бенджамін   | Кетлін Горват Мелісса Браун Ліса Бондер Карлінг Бассетт-Сегусо |
| 28 травня | Відкритий чемпіонат Франції з тенісу 1984 Paris, Франція Турніри Великого шлема $750,000 – Ґрунт – 128S/64Q/64D/48X Одиночний розряд – Парний розряд – Мікст | Енн Сміт Дік Стоктон 6–2, 6–4                 | Енн Мінтер Лорі Вордер             | Гана Мандлікова Камілл Бенджамін   | Кетлін Горват Мелісса Браун Ліса Бондер Карлінг Бассетт-Сегусо |

### Червень
| Тиждень   | Турнір | Чемпіонки                                | Фіналістки                                   | Півфіналістки                 | Чвертьфіналістки                                           |
| --------- | --- | ---------------------------------------- | -------------------------------------------- | ----------------------------- | ---------------------------------------------------------- |
| 11 червня | Edgbaston Cup 1984 Бірмінгем, Велика Британія $125,000 – Трава – 56S/32D Одиночний розряд – Парний розряд                                             | Пем Шрайвер 7–6, 6–3                     | Енн Вайт                                     | Беттіна Бюнге Енн Гоббс       | Террі Голледей Венді Вайт Елізабет Смайлі Камілл Бенджамін |
| 11 червня | Edgbaston Cup 1984 Бірмінгем, Велика Британія $125,000 – Трава – 56S/32D Одиночний розряд – Парний розряд                                             | Леслі Аллен Енн Вайт 7–5, 6–3            | Барбара Джордан (тенісистка) Елізабет Смайлі | Беттіна Бюнге Енн Гоббс       | Террі Голледей Венді Вайт Елізабет Смайлі Камілл Бенджамін |
| 18 червня | Eastbourne International 1984 Істборн, Велика Британія $175,000 – Трава – 64S/32D/32X Одиночний розряд – Парний розряд                                | Мартіна Навратілова 6–4, 6–1             | Кеті Джордан                                 | Клаудія Коде-Кільш Кріс Еверт | Венді Тернбулл Барбара Поттер Террі Фелпс Гелена Сукова    |
| 18 червня | Eastbourne International 1984 Істборн, Велика Британія $175,000 – Трава – 64S/32D/32X Одиночний розряд – Парний розряд                                | Мартіна Навратілова Пем Шрайвер 6–4, 6–2 | Джо Дьюрі Енн Кійомура                       | Клаудія Коде-Кільш Кріс Еверт | Венді Тернбулл Барбара Поттер Террі Фелпс Гелена Сукова    |
| 25 червня | Вімблдонський турнір 1984 London, Велика Британія Турніри Великого шлема $680,000 – Трава – 128S/64Q/64D/48X Одиночний розряд – Парний розряд – Мікст | Мартіна Навратілова 7–6 (7–5), 6–2       | Кріс Еверт                                   | Кеті Джордан Гана Мандлікова  | Мануела Малеєва Пем Шрайвер Джо Дьюрі Каріна Карлссон      |
| 25 червня | Вімблдонський турнір 1984 London, Велика Британія Турніри Великого шлема $680,000 – Трава – 128S/64Q/64D/48X Одиночний розряд – Парний розряд – Мікст | Мартіна Навратілова Пем Шрайвер 6–3, 6–4 | Кеті Джордан Енн Сміт                        | Кеті Джордан Гана Мандлікова  | Мануела Малеєва Пем Шрайвер Джо Дьюрі Каріна Карлссон      |
| 25 червня | Вімблдонський турнір 1984 London, Велика Британія Турніри Великого шлема $680,000 – Трава – 128S/64Q/64D/48X Одиночний розряд – Парний розряд – Мікст | Венді Тернбулл Джон Ллойд 6–3, 6–3       | Кеті Джордан Стів Дентон                     | Кеті Джордан Гана Мандлікова  | Мануела Малеєва Пем Шрайвер Джо Дьюрі Каріна Карлссон      |

### Липень
| Тиждень  | Турнір | Чемпіонки                                     | Фіналістки                  | Півфіналістки                       | Чвертьфіналістки                                                           |
| -------- | --- | --------------------------------------------- | --------------------------- | ----------------------------------- | -------------------------------------------------------------------------- |
| 9 липня  | Santista Textile Open 1984 Ріо-де-Жанейро, Бразилія $50,000 – Тверде – 32S/16D Одиночний розряд – Парний розряд      | Сандра Чеккіні 6–3, 6–3                       | Адріана Віллагран           | Емілсе Лонго Сілвана Кампос         | Габріела Сабатіні Маріанн Гроут Han Eun-sook Окаґава Еміко                 |
| 9 липня  | Santista Textile Open 1984 Ріо-де-Жанейро, Бразилія $50,000 – Тверде – 32S/16D Одиночний розряд – Парний розряд      | Джилл Гетерінгтон Елен Пеллетьє 6–3, 2–6, 7–6 | Пенні Барг Кайлі Коупленд   | Емілсе Лонго Сілвана Кампос         | Габріела Сабатіні Маріанн Гроут Han Eun-sook Окаґава Еміко                 |
| 15 Jul   | Federation Cup Сан-Паулу, Бразилія – Ґрунт                                                                           | Чехословаччина 2–1                            | Австралія                   | Югославія · Сполучені Штати Америки | Франція · Федеративна Республіка Німеччина (1949—1990) · Болгарія · Італія |
| 30 липня | Virginia Slims of Newport 1984 Ньюпорт (Род-Айленд), США $150,000 – Трава – 32S/16D Одиночний розряд – Парний розряд | Мартіна Навратілова 6–3, 7–6(7–3)             | Джиджі Фернандес            | Енн Мінтер Розалін Феербенк         | Венді Вайт Лі Антонопліс Беверлі Моулд Кім Стейнмец                        |
| 30 липня | Virginia Slims of Newport 1984 Ньюпорт (Род-Айленд), США $150,000 – Трава – 32S/16D Одиночний розряд – Парний розряд | Анна-Марія Фернандес Пінат Луї 7–5, 7–6       | Лі Антонопліс Беверлі Моулд | Енн Мінтер Розалін Феербенк         | Венді Вайт Лі Антонопліс Беверлі Моулд Кім Стейнмец                        |

### Серпень
| Тиждень   | Турнір | Чемпіонки                                     | Фіналістки                         | Півфіналістки                         | Чвертьфіналістки                                              |
| --------- | --- | --------------------------------------------- | ---------------------------------- | ------------------------------------- | ------------------------------------------------------------- |
| 6 серпня  | U.S. Clay Court Championships 1984 Індіяnapolis, США $200,000 – Ґрунт – 56S/32D/32X Одиночний розряд – Парний розряд                                       | Мануела Малеєва 6–4, 6–3                      | Ліса Бондер                        | Андреа Темешварі Пем Кеселі           | Кеті Ріналді Террі Фелпс Мішелл Торрес Зіна Гаррісон          |
| 6 серпня  | U.S. Clay Court Championships 1984 Індіяnapolis, США $200,000 – Ґрунт – 56S/32D/32X Одиночний розряд – Парний розряд                                       | Беверлі Моулд Пола Сміт 6–2, 7–5              | Еліз Берджін Джоанн Расселл        | Андреа Темешварі Пем Кеселі           | Кеті Ріналді Террі Фелпс Мішелл Торрес Зіна Гаррісон          |
| 13 серпня | United Jersey Bank Classic 1984 Мава (Нью-Джерсі), США $150,000 – Тверде – 56S/32D Одиночний розряд – Парний розряд                                        | Мартіна Навратілова 6–4, 4–6, 7–5             | Пем Шрайвер                        | Пем Кеселі Зіна Гаррісон              | Барбара Поттер Мануела Малеєва Бонні Гадушек Камілл Бенджамін |
| 13 серпня | United Jersey Bank Classic 1984 Мава (Нью-Джерсі), США $150,000 – Тверде – 56S/32D Одиночний розряд – Парний розряд                                        | Мартіна Навратілова Пем Шрайвер 7–6, 3–6, 6–2 | Джо Дьюрі Енн Кійомура             | Пем Кеселі Зіна Гаррісон              | Барбара Поттер Мануела Малеєва Бонні Гадушек Камілл Бенджамін |
| 20 серпня | Player's Canadian Open 1984 Монреаль, Quebec, Канада $200,000 – Тверде – 56S/32D Одиночний розряд – Парний розряд                                          | Кріс Еверт 6–2, 7–6                           | Алісія Молтон                      | Гелена Сукова Катаріна Ліндквіст      | Джо Дьюрі Клаудія Коде-Кільш Террі Фелпс Грейс Кім            |
| 20 серпня | Player's Canadian Open 1984 Монреаль, Quebec, Канада $200,000 – Тверде – 56S/32D Одиночний розряд – Парний розряд                                          | Кеті Джордан Елізабет Смайлі 6–1, 6–2         | Клаудія Коде-Кільш Гана Мандлікова | Гелена Сукова Катаріна Ліндквіст      | Джо Дьюрі Клаудія Коде-Кільш Террі Фелпс Грейс Кім            |
| 28 серпня | Відкритий чемпіонат США з тенісу 1984 Нью-Йорк, США Турніри Великого шлема $1,100,000 – Тверде – 128S/64Q/64D/48X Одиночний розряд – Парний розряд – Мікст | Мартіна Навратілова 4–6 6–4, 6–4              | Кріс Еверт                         | Венді Тернбулл Карлінг Бассетт-Сегусо | Гелена Сукова Пем Шрайвер Гана Мандлікова Сільвія Ганіка      |
| 28 серпня | Відкритий чемпіонат США з тенісу 1984 Нью-Йорк, США Турніри Великого шлема $1,100,000 – Тверде – 128S/64Q/64D/48X Одиночний розряд – Парний розряд – Мікст | Мартіна Навратілова Пем Шрайвер 6–2, 6–4      | Енн Гоббс Венді Тернбулл           | Венді Тернбулл Карлінг Бассетт-Сегусо | Гелена Сукова Пем Шрайвер Гана Мандлікова Сільвія Ганіка      |
| 28 серпня | Відкритий чемпіонат США з тенісу 1984 Нью-Йорк, США Турніри Великого шлема $1,100,000 – Тверде – 128S/64Q/64D/48X Одиночний розряд – Парний розряд – Мікст | Мануела Малеєва Том Галліксон 2–6, 7–5, 6–4   | Елізабет Смайлі Джон Фіцджеральд   | Венді Тернбулл Карлінг Бассетт-Сегусо | Гелена Сукова Пем Шрайвер Гана Мандлікова Сільвія Ганіка      |

### Вересень
| Тиждень    | Турнір | Чемпіонки                                         | Фіналістки                         | Півфіналістки                | Чвертьфіналістки                                           |
| ---------- | --- | ------------------------------------------------- | ---------------------------------- | ---------------------------- | ---------------------------------------------------------- |
| 10 вересня | Virginia Slims of Utah 1984 Солт-Лейк-Сіті, США Ginny Circuit $75,000 – Тверде – 32S/16D Одиночний розряд – Парний розряд                    | Івонн Вермак 6–1, 6–2                             | Террі Голледей                     | Енн Мінтер С'юзен Лео        | Рене Ейс Елізабет Мінтер Кетлін Каммінгс Мейв Квінлан      |
| 10 вересня | Virginia Slims of Utah 1984 Солт-Лейк-Сіті, США Ginny Circuit $75,000 – Тверде – 32S/16D Одиночний розряд – Парний розряд                    | Енн Мінтер Елізабет Мінтер 6–2, 7–5               | Гезер Кроу Робін Вайт              | Енн Мінтер С'юзен Лео        | Рене Ейс Елізабет Мінтер Кетлін Каммінгс Мейв Квінлан      |
| 17 вересня | Maybelline Classic 1984 Форт-Лодердейл, США $150,000 – Тверде – 32S/16D Одиночний розряд – Парний розряд                                     | Мартіна Навратілова 6–1, 6–0                      | Мішелл Торрес                      | Венді Тернбулл Кеті Ріналді  | Еліз Берджін Катрін Танв'є Бонні Гадушек Террі Фелпс       |
| 17 вересня | Maybelline Classic 1984 Форт-Лодердейл, США $150,000 – Тверде – 32S/16D Одиночний розряд – Парний розряд                                     | Мартіна Навратілова Елізабет Смайлі 2–6, 6–2, 6–3 | Барбара Поттер Шерон Волш          | Венді Тернбулл Кеті Ріналді  | Еліз Берджін Катрін Танв'є Бонні Гадушек Террі Фелпс       |
| 17 вересня | Ginny of San Diego 1984 Сан-Дієго, California, США Ginny Circuit $50,000 – Тверде – 32S/16D Одиночний розряд – Парний розряд                 | Деббі Спенс 6–3, 6–7, 6–4                         | Бетсі Нагелсен                     | Івонн Вермак Ліса Спейн      | Лінда Гауелл Гезер Ладлофф Емілсе Лонго Пола Сміт          |
| 17 вересня | Ginny of San Diego 1984 Сан-Дієго, California, США Ginny Circuit $50,000 – Тверде – 32S/16D Одиночний розряд – Парний розряд                 | Бетсі Нагелсен Пола Сміт 6–2, 6–4                 | Террі Голледей Івона Кучиньська    | Івонн Вермак Ліса Спейн      | Лінда Гауелл Гезер Ладлофф Емілсе Лонго Пола Сміт          |
| 24 вересня | Central Fidelity Banks International 1984 Ричмонд (Вірджинія), США Ginny Circuit $50,000 – Тверде – 32S/16D Одиночний розряд – Парний розряд | Джоанн Расселл 6–3, 4–6, 6–2                      | Мікаела Вашингтон                  | Джинні Перді Кетлін Каммінгс | Кенді Рейнолдс Рене Менц Ангелікі Канеллопулу Пілар Васкес |
| 24 вересня | Central Fidelity Banks International 1984 Ричмонд (Вірджинія), США Ginny Circuit $50,000 – Тверде – 32S/16D Одиночний розряд – Парний розряд | Елізабет Мінтер Джоанн Расселл 6–4, 3–6, 7–6      | Дженніфер Мундел Феліча Раск'яторе | Джинні Перді Кетлін Каммінгс | Кенді Рейнолдс Рене Менц Ангелікі Канеллопулу Пілар Васкес |
| 24 вересня | Virginia Slims of New Orleans 1984 Новий Орлеан, США $150,000 – Килим (i) – 32S/16D Одиночний розряд – Парний розряд                         | Мартіна Навратілова 6–4, 6–3                      | Зіна Гаррісон                      | Алісія Молтон Пем Шрайвер    | Дженні Клітч Венді Тернбулл Террі Голледей Пем Кеселі      |
| 24 вересня | Virginia Slims of New Orleans 1984 Новий Орлеан, США $150,000 – Килим (i) – 32S/16D Одиночний розряд – Парний розряд                         | Мартіна Навратілова Пем Шрайвер 6–4, 6–1          | Венді Тернбулл Шерон Волш          | Алісія Молтон Пем Шрайвер    | Дженні Клітч Венді Тернбулл Террі Голледей Пем Кеселі      |

### Жовтень
| Тиждень    | Турнір | Чемпіонки                                       | Фіналістки                         | Півфіналістки                    | Чвертьфіналістки                                         |
| ---------- | --- | ----------------------------------------------- | ---------------------------------- | -------------------------------- | -------------------------------------------------------- |
| 1 жовтня   | Virginia Slims of Los Angeles 1984 Los Angeles, California, США $150,000 – Тверде – 32S/16D Одиночний розряд – Парний розряд | Кріс Еверт 6–2, 6–3                             | Венді Тернбулл                     | Сільвія Ганіка Розалін Феербенк  | Алісія Молтон Беттіна Бюнге Джоанн Расселл Пем Шрайвер   |
| 1 жовтня   | Virginia Slims of Los Angeles 1984 Los Angeles, California, США $150,000 – Тверде – 32S/16D Одиночний розряд – Парний розряд | Кріс Еверт Венді Тернбулл 6–2, 6–4              | Беттіна Бюнге Ева Пфафф            | Сільвія Ганіка Розалін Феербенк  | Алісія Молтон Беттіна Бюнге Джоанн Расселл Пем Шрайвер   |
| 1 жовтня   | Borden Classic 1984 Tokyo, Японія $50,000 – Тверде – 32S/16D Одиночний розряд – Парний розряд                                | Іноуе Ецуко 6–0, 6–0                            | Бет Герр                           | Ліса Бондер Янагі Масако         | Кенді Рейнолдс Шон Фолтс Адріана Віллагран Мейв Квінлан  |
| 1 жовтня   | Borden Classic 1984 Tokyo, Японія $50,000 – Тверде – 32S/16D Одиночний розряд – Парний розряд                                | Мерседес Пас Ронні Рейс 6–4, 7–5                | Емілсе Лонго Адріана Віллагран     | Ліса Бондер Янагі Масако         | Кенді Рейнолдс Шон Фолтс Адріана Віллагран Мейв Квінлан  |
| 8 вересня  | Florida Federal Open 1984 Тампа, США $150,000 – Тверде – 32S/16D Одиночний розряд – Парний розряд                            | Мішелл Торрес 6–1, 7–6(7–4)                     | Карлінг Бассетт-Сегусо             | Камілл Бенджамін Пем Кеселі      | Гана Мандлікова Бонні Гадушек Пінат Луї Джиджі Фернандес |
| 8 вересня  | Florida Federal Open 1984 Тампа, США $150,000 – Тверде – 32S/16D Одиночний розряд – Парний розряд                            | Карлінг Бассетт-Сегусо Елізабет Смайлі 6–4, 6–3 | Мері-Лу Деніелс Венді Вайт         | Камілл Бенджамін Пем Кеселі      | Гана Мандлікова Бонні Гадушек Пінат Луї Джиджі Фернандес |
| 8 вересня  | Відкритий чемпіонат Японії з тенісу 1984 Tokyo, Японія $50,000 – Тверде – 32S/16D Одиночний розряд – Парний розряд           | Ліліан Дрешер 6–4, 6–2                          | Шон Фолтс                          | Міріам Шропп Моллі Ван Ностранд  | Бет Герр Кетрін Кейл Бетсі Нагелсен Емілсе Лонго         |
| 8 вересня  | Відкритий чемпіонат Японії з тенісу 1984 Tokyo, Японія $50,000 – Тверде – 32S/16D Одиночний розряд – Парний розряд           | Бетсі Нагелсен Кенді Рейнолдс 6–3, 6–2          | Емілсе Лонго Адріана Віллагран     | Міріам Шропп Моллі Ван Ностранд  | Бет Герр Кетрін Кейл Бетсі Нагелсен Емілсе Лонго         |
| 15 вересня | Porsche Grand Prix 1984 Фільдерштадт, Німеччина $150,000 – Тверде (i) – 32S/16D Одиночний розряд – Парний розряд             | Катаріна Ліндквіст 6–1, 6–4                     | Штеффі Граф                        | Андреа Леанд Террі Фелпс         | Ева Пфафф Клаудія Коде-Кільш Гелена Сукова Беттіна Бюнге |
| 15 вересня | Porsche Grand Prix 1984 Фільдерштадт, Німеччина $150,000 – Тверде (i) – 32S/16D Одиночний розряд – Парний розряд             | Клаудія Коде-Кільш Гелена Сукова 6–2, 4–6, 6–3  | Беттіна Бюнге Ева Пфафф            | Андреа Леанд Террі Фелпс         | Ева Пфафф Клаудія Коде-Кільш Гелена Сукова Беттіна Бюнге |
| 22 вересня | Pretty Polly Classic 1984 Брайтон, Велика Британія $175,000 – Килим (i) – 32S/16D Одиночний розряд – Парний розряд           | Сільвія Ганіка 6–3, 1–6, 6–2                    | Джоанн Расселл                     | Андреа Темешварі Паскаль Параді  | Пем Шрайвер Вірджинія Рузіч Джо Дьюрі Катрін Танв'є      |
| 22 вересня | Pretty Polly Classic 1984 Брайтон, Велика Британія $175,000 – Килим (i) – 32S/16D Одиночний розряд – Парний розряд           | Алісія Молтон Пола Сміт 6–7, 6–3, 7–5           | Барбара Поттер Шерон Волш          | Андреа Темешварі Паскаль Параді  | Пем Шрайвер Вірджинія Рузіч Джо Дьюрі Катрін Танв'є      |
| 29 вересня | European Indoors 1984 Цюрих, Швейцарія $150,000 – Килим (i) – 32S/16D/32Q Одиночний розряд – Парний розряд                   | Зіна Гаррісон 6–1, 0–6, 6–2                     | Клаудія Коде-Кільш                 | Андреа Темешварі Мануела Малеєва | Бет Герр Сандра Чеккіні Катарина Малеєва Гелена Сукова   |
| 29 вересня | European Indoors 1984 Цюрих, Швейцарія $150,000 – Килим (i) – 32S/16D/32Q Одиночний розряд – Парний розряд                   | Андреа Леанд Андреа Темешварі 6–1, 6–3          | Клаудія Коде-Кільш Гана Мандлікова | Андреа Темешварі Мануела Малеєва | Бет Герр Сандра Чеккіні Катарина Малеєва Гелена Сукова   |

### Листопад
| Тиждень      | Турнір | Чемпіонки                                 | Фіналістки                       | Півфіналістки                      | Чвертьфіналістки                                                 |
| ------------ | --- | ----------------------------------------- | -------------------------------- | ---------------------------------- | ---------------------------------------------------------------- |
| 12 листопада | National Panasonic Open 1984 Брисбен, Австралія $150,000 – Трава – 56S/32D Одиночний розряд – Парний розряд                                                          | Гелена Сукова 6–4, 6–4                    | Елізабет Смайлі                  | Беттіна Бюнге Паскаль Параді       | Пем Шрайвер Катаріна Ліндквіст Барбара Поттер Ева Пфафф          |
| 12 листопада | National Panasonic Open 1984 Брисбен, Австралія $150,000 – Трава – 56S/32D Одиночний розряд – Парний розряд                                                          | Мартіна Навратілова Пем Шрайвер 6–3, 6–2  | Беттіна Бюнге Ева Пфафф          | Беттіна Бюнге Паскаль Параді       | Пем Шрайвер Катаріна Ліндквіст Барбара Поттер Ева Пфафф          |
| 19 листопада | NSW Building Society Open 1984 Сідней, Австралія $150,000 – Трава – 56S/32D Одиночний розряд – Парний розряд                                                         | Мартіна Навратілова 6–1, 6–1              | Енн Генрікссон                   | Зіна Гаррісон Венді Тернбулл       | Івонн Вермак Клаудія Коде-Кільш Джиджі Фернандес Марселла Мескер |
| 19 листопада | NSW Building Society Open 1984 Сідней, Австралія $150,000 – Трава – 56S/32D Одиночний розряд – Парний розряд                                                         | Клаудія Коде-Кільш Гелена Сукова 6–2, 7–6 | Венді Тернбулл Шерон Волш        | Зіна Гаррісон Венді Тернбулл       | Івонн Вермак Клаудія Коде-Кільш Джиджі Фернандес Марселла Мескер |
| 26 листопада | Відкритий чемпіонат Австралії з тенісу 1984 Мельбурн, Австралія Турніри Великого шлема $645,000 – Тверде – 128S/64Q/64D/48X Одиночний розряд – Парний розряд – Мікст | Кріс Еверт 6–7(4–7) 6–1, 6–3              | Гелена Сукова                    | Мартіна Навратілова Венді Тернбулл | Барбара Поттер Пем Шрайвер Шерон Волш Софі Ам'яш                 |
| 26 листопада | Відкритий чемпіонат Австралії з тенісу 1984 Мельбурн, Австралія Турніри Великого шлема $645,000 – Тверде – 128S/64Q/64D/48X Одиночний розряд – Парний розряд – Мікст | Мартіна Навратілова Пем Шрайвер 6–3, 6–4  | Клаудія Коде-Кільш Гелена Сукова | Мартіна Навратілова Венді Тернбулл | Барбара Поттер Пем Шрайвер Шерон Волш Софі Ам'яш                 |

### Грудень
| Тиждень   | Турнір                                                                                                  | Чемпіонки                                 | Фіналістки                    | Півфіналістки                        | Чвертьфіналістки                                               |
| --------- | --- | ----------------------------------------- | ----------------------------- | ------------------------------------ | -------------------------------------------------------------- |
| 10 грудня | Pan Pacific Open 1984 Tokyo, Японія $250,000 – Килим (i) – 28S/16D/20Q Одиночний розряд – Парний розряд | Мануела Малеєва 3–6, 6–3, 6–4             | Клаудія Коде-Кільш            | Карлінг Бассетт-Сегусо Гелена Сукова | Барбара Поттер Ліса Бондер Джиджі Фернандес Катаріна Ліндквіст |
| 10 грудня | Pan Pacific Open 1984 Tokyo, Японія $250,000 – Килим (i) – 28S/16D/20Q Одиночний розряд – Парний розряд | Клаудія Коде-Кільш Гелена Сукова 6–4, 6–1 | Елізабет Смайлі Катрін Танв'є | Карлінг Бассетт-Сегусо Гелена Сукова | Барбара Поттер Ліса Бондер Джиджі Фернандес Катаріна Ліндквіст |

### січень 1985
| Тиждень  | Турнір | Чемпіонки                                          | Фіналістки                               | Півфіналістки                             | Чвертьфіналістки                                                  |
| -------- | --- | -------------------------------------------------- | ---------------------------------------- | ----------------------------------------- | ----------------------------------------------------------------- |
| 2 січня  | Ginny Championships 1985 Порт-Сент-Люсі, США $100,000 – Тверде – 14S/5D Одиночний розряд – Парний розряд                     | Катаріна Ліндквіст 6–3, 6–1                        | Террі Голледей                           | Деббі Спенс Паскаль Параді                | Івонн Вермак Андреа Леанд Кім Сендс Джоанн Расселл                |
| 2 січня  | Ginny Championships 1985 Порт-Сент-Люсі, США $100,000 – Тверде – 14S/5D Одиночний розряд – Парний розряд                     | Бетсі Нагелсен Пола Сміт 6–4, 6–1                  | Крістіан Жоліссен Марселла Мескер        | Деббі Спенс Паскаль Параді                | Івонн Вермак Андреа Леанд Кім Сендс Джоанн Расселл                |
| 7 січня  | Virginia Slims of Washington 1985 Washington, D.C., США $150,000 – Килим (i) – 32S/16D/32Q Одиночний розряд – Парний розряд  | Мартіна Навратілова 6–3, 6–2                       | Мануела Малеєва                          | Зіна Гаррісон Кеті Ріналді                | Гелена Сукова Венді Тернбулл Кеті Джордан Гана Мандлікова         |
| 7 січня  | Virginia Slims of Washington 1985 Washington, D.C., США $150,000 – Килим (i) – 32S/16D/32Q Одиночний розряд – Парний розряд  | Джиджі Фернандес Мартіна Навратілова 6–3, 3–6, 6–3 | Клаудія Коде-Кільш Гелена Сукова         | Зіна Гаррісон Кеті Ріналді                | Гелена Сукова Венді Тернбулл Кеті Джордан Гана Мандлікова         |
| 14 січня | Virginia Slims of Denver 1985 Денвер, США $75,000 – Килим (i) – 32S/16D Одиночний розряд – Парний розряд                     | Пінат Луї Гарпер 6–4, 4–6, 6–4                     | Зіна Гаррісон                            | Габріела Сабатіні Лариса Савченко-Нейланд | Мері-Лу Деніелс Венді Вайт Шерон Волш Ліса Спейн                  |
| 14 січня | Virginia Slims of Denver 1985 Денвер, США $75,000 – Килим (i) – 32S/16D Одиночний розряд – Парний розряд                     | Мері-Лу Деніелс Венді Вайт 1–6, 6–4, 7–5           | Шерон Волш Леслі Аллен                   | Габріела Сабатіні Лариса Савченко-Нейланд | Мері-Лу Деніелс Венді Вайт Шерон Волш Ліса Спейн                  |
| 21 січня | Virginia Slims of Florida 1985 Кі-Біскейн (Флорида), США $150,000 – Тверде – 56S/32D/32Q Одиночний розряд – Парний розряд    | Кріс Еверт 6–2, 6–4                                | Мартіна Навратілова                      | Катаріна Ліндквіст Пінат Луї              | Карлінг Бассетт-Сегусо Гана Мандлікова Кеті Ріналді Бонні Гадушек |
| 21 січня | Virginia Slims of Florida 1985 Кі-Біскейн (Флорида), США $150,000 – Тверде – 56S/32D/32Q Одиночний розряд – Парний розряд    | Кеті Джордан Елізабет Смайлі 6–4, 7–6              | Світлана Чернєва Лариса Савченко-Нейланд | Катаріна Ліндквіст Пінат Луї              | Карлінг Бассетт-Сегусо Гана Мандлікова Кеті Ріналді Бонні Гадушек |
| 28 січня | BMW Championships Marco Island 1985 Марко-Айленд (Флорида), США $100,000 – Тверде – 56S/32D Одиночний розряд – Парний розряд | Бонні Гадушек 6–3, 6–4                             | Пем Кеселі                               | Сабрина Голеш Кеті Джордан                | Пінат Луї Енн Мінтер Камілл Бенджамін Ліса Бондер                 |
| 28 січня | BMW Championships Marco Island 1985 Марко-Айленд (Флорида), США $100,000 – Тверде – 56S/32D Одиночний розряд – Парний розряд | Кеті Джордан Елізабет Смайлі 6–3, 6–3              | Камілл Бенджамін Бонні Гадушек           | Сабрина Голеш Кеті Джордан                | Пінат Луї Енн Мінтер Камілл Бенджамін Ліса Бондер                 |

### лютий 1985
| Тиждень   | Турнір | Чемпіонки                                     | Фіналістки                      | Півфіналістки                      | Чвертьфіналістки                                                  |
| --------- | --- | --------------------------------------------- | ------------------------------- | ---------------------------------- | ----------------------------------------------------------------- |
| 4 лютого  | Lipton International Players Championships 1985 Бока-Ратон, FL, США $750,000 – Тверде – 128S/64D/64Q Одиночний розряд – Парний розряд | Мартіна Навратілова 6–2, 6–4                  | Кріс Еверт                      | Карлінг Бассетт-Сегусо Штеффі Граф | Беттіна Бюнге Гана Мандлікова Андреа Темешварі Барбара Поттер     |
| 4 лютого  | Lipton International Players Championships 1985 Бока-Ратон, FL, США $750,000 – Тверде – 128S/64D/64Q Одиночний розряд – Парний розряд | Джиджі Фернандес Мартіна Навратілова 7–6, 6–2 | Кеті Джордан Гана Мандлікова    | Карлінг Бассетт-Сегусо Штеффі Граф | Беттіна Бюнге Гана Мандлікова Андреа Темешварі Барбара Поттер     |
| 18 лютого | Virginia Slims of California 1985 Окленд (Каліфорнія), США $150,000 – Килим (i) – 28S/16D/32Q Одиночний розряд – Парний розряд        | Гана Мандлікова 6–2, 6–4                      | Кріс Еверт                      | Зіна Гаррісон Гелена Сукова        | Клаудія Коде-Кільш Барбара Поттер Андреа Темешварі Венді Тернбулл |
| 18 лютого | Virginia Slims of California 1985 Окленд (Каліфорнія), США $150,000 – Килим (i) – 28S/16D/32Q Одиночний розряд – Парний розряд        | Гана Мандлікова Венді Тернбулл 4–6, 7–5, 6–1  | Розалін Феербенк Кенді Рейнолдс | Зіна Гаррісон Гелена Сукова        | Клаудія Коде-Кільш Барбара Поттер Андреа Темешварі Венді Тернбулл |
| 25 лютого | Virginia Slims of Pennsylvania 1985 Герші (Пенсільванія), США $75,000 – Тверде (i) – 32S/16D Одиночний розряд – Парний розряд         | Робін Вайт 6–7, 6–2, 6–2                      | Енн Мінтер                      | Камілл Бенджамін Пінат Луї         | Стефані Реге Венді Вайт Марцела Скугерська Елізабет Смайлі        |
| 25 лютого | Virginia Slims of Pennsylvania 1985 Герші (Пенсільванія), США $75,000 – Тверде (i) – 32S/16D Одиночний розряд – Парний розряд         | Мері-Лу Деніелс Робін Вайт 6–4, 7–6           | Лі Антонопліс Венді Вайт        | Камілл Бенджамін Пінат Луї         | Стефані Реге Венді Вайт Марцела Скугерська Елізабет Смайлі        |

### березень 1985
| Тиждень    | Турнір | Чемпіонки                                     | Фіналістки                          | Півфіналістки                     | Чвертьфіналістки                                            |
| ---------- | --- | --------------------------------------------- | ----------------------------------- | --------------------------------- | ----------------------------------------------------------- |
| 4 березня  | US Indoors Принстон, США $150,000 – Килим (i) – 32S/16D/32Q Одиночний розряд – Парний розряд                                     | Гана Мандлікова 6–3, 7–5                      | Катаріна Ліндквіст                  | Мартіна Навратілова Катрін Танв'є | Джиджі Фернандес Сільвія Ганіка Пем Шрайвер Венді Тернбулл  |
| 4 березня  | US Indoors Принстон, США $150,000 – Килим (i) – 32S/16D/32Q Одиночний розряд – Парний розряд                                     | Мартіна Навратілова Пем Шрайвер 7–5, 6–2      | Марселла Мескер Елізабет Смайлі     | Мартіна Навратілова Катрін Танв'є | Джиджі Фернандес Сільвія Ганіка Пем Шрайвер Венді Тернбулл  |
| 4 березня  | Virginia Slims of Indianapolis (березень) 1985 Індіанаполіс, США $75,000 – Тверде – 32S/16D/64Q Одиночний розряд – Парний розряд | Кетлін Горват 6–2, 6–4                        | Еліз Берджін                        | Бонні Гадушек Бетсі Нагелсен      | Лі Антонопліс Дженні Клітч Гелен Келесі Джоанн Расселл      |
| 4 березня  | Virginia Slims of Indianapolis (березень) 1985 Індіанаполіс, США $75,000 – Тверде – 32S/16D/64Q Одиночний розряд – Парний розряд | Еліз Берджін Кетлін Горват 6–4, 6–1           | Дженніфер Мундел Моллі Ван Ностранд | Бонні Гадушек Бетсі Нагелсен      | Лі Антонопліс Дженні Клітч Гелен Келесі Джоанн Расселл      |
| 11 березня | Virginia Slims of Dallas 1985 Даллас, США $150,000 – Килим (i) – 32S/16D/32Q Одиночний розряд – Парний розряд                    | Мартіна Навратілова 6–3, 6–4                  | Кріс Еверт                          | Гелена Сукова Катаріна Ліндквіст  | Клаудія Коде-Кільш Беттіна Бюнге Міріам Шропп Бонні Гадушек |
| 11 березня | Virginia Slims of Dallas 1985 Даллас, США $150,000 – Килим (i) – 32S/16D/32Q Одиночний розряд – Парний розряд                    | Барбара Поттер Шерон Волш 5–7, 6–4, 7–6       | Марселла Мескер Паскаль Параді      | Гелена Сукова Катаріна Ліндквіст  | Клаудія Коде-Кільш Беттіна Бюнге Міріам Шропп Бонні Гадушек |
| 18 березня | Virginia Slims Championships New York City, NY, США $500,000 – Килим (i) – 16S/8D Одиночний розряд – Парний розряд               | Мартіна Навратілова 6–3, 7–5, 6–4             | Гелена Сукова                       | Гана Мандлікова Кеті Ріналді      | Пем Шрайвер Зіна Гаррісон Катаріна Ліндквіст Кеті Джордан   |
| 18 березня | Virginia Slims Championships New York City, NY, США $500,000 – Килим (i) – 16S/8D Одиночний розряд – Парний розряд               | Мартіна Навратілова Пем Шрайвер 6–7, 6–4, 7–6 | Клаудія Коде-Кільш Гелена Сукова    | Гана Мандлікова Кеті Ріналді      | Пем Шрайвер Зіна Гаррісон Катаріна Ліндквіст Кеті Джордан   |
| 18 березня | Brazil Open Сан-Паулу, Бразилія $50,000 – Ґрунт – 32S/16D/32Q Одиночний розряд – Парний розряд                                   | Мерседес Пас 5–7, 6–1, 6–4                    | Лаура Аррая                         | Габріела Сабатіні Pat Madrado     | Адріана Віллагран Ангелікі Канеллопулу Емі Голтон Ріна Ейні |
| 18 березня | Brazil Open Сан-Паулу, Бразилія $50,000 – Ґрунт – 32S/16D/32Q Одиночний розряд – Парний розряд                                   | Мерседес Пас Габріела Сабатіні 7–5, 6–4       | Ніжі Діас Чілла Бартош-Черепі       | Габріела Сабатіні Pat Madrado     | Адріана Віллагран Ангелікі Канеллопулу Емі Голтон Ріна Ейні |

## Статистика

### Титули здобуті гравчинями
| Всього титулів | Гравчиня               | Турніри Великого шолома | Турніри Великого шолома | Турніри Великого шолома | Чемпіонат WTA    | Чемпіонат WTA | Інші турніри     | Інші турніри  | Всі титули       | Всі титули    | Всі титули |
| Всього титулів | Гравчиня               | Одиночний розряд        | Парний розряд           | Мікст                   | Одиночний розряд | Парний розряд | Одиночний розряд | Парний розряд | Одиночний розряд | Парний розряд | Мікст      |
| -------------- | ---------------------- | ----------------------- | ----------------------- | ----------------------- | ---------------- | ------------- | ---------------- | ------------- | ---------------- | ------------- | ---------- |
| 25             | Мартіна Навратілова    | 3                       | 4                       |                         | 1                | 1             | 9                | 7             | 13               | 12            |            |
| 8              | Гана Мандлікова        |                         |                         |                         |                  |               | 5                | 3             | 5                | 3             |            |
| 14             | Пем Шрайвер            |                         | 4                       |                         |                  | 1             | 2                | 7             | 2                | 12            |            |
| 7              | Кріс Еверт             | 1                       |                         |                         |                  |               | 5                | 1             | 6                | 1             |            |
| 6              | Мануела Малеєва        |                         |                         | 1                       |                  |               | 5                |               | 5                |               | 1          |
| 4              | Енн Вайт               |                         |                         |                         |                  |               |                  | 4             |                  | 4             |            |
| 6              | Клаудія Коде-Кільш     |                         |                         |                         |                  |               | 1                | 5             | 1                | 5             |            |
| 3              | Марселла Мескер        |                         |                         |                         |                  |               |                  | 3             |                  | 3             |            |
| 3              | Шерон Волш             |                         |                         |                         |                  |               |                  | 3             |                  | 3             |            |
| 2              | Сандра Чеккіні         |                         |                         |                         |                  |               | 2                |               | 2                |               |            |
| 2              | Енн Гоббс              |                         |                         |                         |                  |               |                  | 2             |                  | 2             |            |
| 2              | Крістіан Жоліссен      |                         |                         |                         |                  |               |                  | 2             |                  | 2             |            |
| 2              | Барбара Поттер         |                         |                         |                         |                  |               |                  | 2             |                  | 2             |            |
| 3              | Кенді Рейнолдс         |                         |                         |                         |                  |               |                  | 3             |                  | 3             |            |
| 2              | Леслі Аллен            |                         |                         |                         |                  |               |                  | 2             |                  | 2             |            |
| 6              | Гелена Сукова          |                         |                         |                         |                  |               | 1                | 5             | 1                | 5             |            |
| 1              | Мішелл Торрес          |                         |                         |                         |                  |               | 1                |               | 1                |               |            |
| 1              | Мері-Лу Деніелс        |                         |                         |                         |                  |               | 1                |               | 1                |               |            |
| 1              | Бонні Гадушек          |                         |                         |                         |                  |               | 1                |               | 1                |               |            |
| 1              | Зіна Гаррісон          |                         |                         |                         |                  |               | 1                |               | 1                |               |            |
| 1              | Лаура Аррая            |                         |                         |                         |                  |               | 1                |               | 1                |               |            |
| 1              | Сільвія Ганіка         |                         |                         |                         |                  |               | 1                |               | 1                |               |            |
| 1              | Іноуе Ецуко            |                         |                         |                         |                  |               | 1                |               | 1                |               |            |
| 1              | Ліліан Дрешер          |                         |                         |                         |                  |               | 1                |               | 1                |               |            |
| 1              | Дженні Клітч           |                         |                         |                         |                  |               | 1                |               | 1                |               |            |
| 1              | Андреа Леанд           |                         |                         |                         |                  |               | 1                |               | 1                |               |            |
| 4              | Катаріна Ліндквіст     |                         |                         |                         |                  |               | 3                | 1             | 3                | 1             |            |
| 2              | Джоанн Расселл         |                         |                         |                         |                  |               | 2                |               | 2                |               |            |
| 1              | Деббі Спенс            |                         |                         |                         |                  |               | 1                |               | 1                |               |            |
| 1              | Шеррі Екер             |                         |                         |                         |                  |               |                  | 1             |                  | 1             |            |
| 1              | Карлінг Бассетт-Сегусо |                         |                         |                         |                  |               |                  | 1             |                  | 1             |            |
| 1              | Kateřina Böhmová       |                         |                         |                         |                  |               |                  | 1             |                  | 1             |            |
| 1              | Іва Бударжова          |                         |                         |                         |                  |               |                  | 1             |                  | 1             |            |
| 1              | Розалін Феербенк       |                         |                         |                         |                  |               |                  | 1             |                  | 1             |            |
| 1              | Анна-Марія Фернандес   |                         |                         |                         |                  |               |                  | 1             |                  | 1             |            |
| 1              | Сабрина Голеш          |                         |                         |                         |                  |               |                  | 1             |                  | 1             |            |
| 1              | Джилл Гетерінгтон      |                         |                         |                         |                  |               |                  | 1             |                  | 1             |            |
| 1              | Петра Губер            |                         |                         |                         |                  |               |                  | 1             |                  | 1             |            |
| 1              | Міма Яушовець          |                         |                         |                         |                  |               |                  | 1             |                  | 1             |            |
| 2              | Кеті Джордан           |                         |                         |                         |                  |               |                  | 2             |                  | 2             |            |
| 1              | Біллі Джин Кінг        |                         |                         |                         |                  |               |                  | 1             |                  | 1             |            |
| 1              | Енн Кійомура           |                         |                         |                         |                  |               |                  | 1             |                  | 1             |            |
| 1              | Пінат Луї              |                         |                         |                         |                  |               |                  | 1             |                  | 1             |            |
| 1              | Енн Мінтер             |                         |                         |                         |                  |               |                  | 1             |                  | 1             |            |
| 2              | Елізабет Мінтер        |                         |                         |                         |                  |               |                  | 2             |                  | 2             |            |
| 1              | Клаудія Монтейру       |                         |                         |                         |                  |               |                  | 1             |                  | 1             |            |
| 2              | Беверлі Моулд          |                         |                         |                         |                  |               |                  | 2             |                  | 2             |            |
| 1              | Алісія Молтон          |                         |                         |                         |                  |               |                  | 1             |                  | 1             |            |
| 4              | Бетсі Нагелсен         |                         |                         |                         |                  |               |                  | 4             |                  | 4             |            |
| 1              | Мерседес Пас           |                         |                         |                         |                  |               |                  | 1             |                  | 1             |            |
| 1              | Елен Пеллетьє          |                         |                         |                         |                  |               |                  | 1             |                  | 1             |            |
| 1              | Ronnie Reis            |                         |                         |                         |                  |               |                  | 1             |                  | 1             |            |
| 1              | Марцела Скугерська     |                         |                         |                         |                  |               |                  | 1             |                  | 1             |            |
| 1              | Енн Сміт               |                         |                         | 1                       |                  |               |                  | 1             |                  | 1             | 1          |
| 3              | Елізабет Смайлі        |                         |                         |                         |                  |               |                  | 3             |                  | 3             |            |
| 4              | Пола Сміт              |                         |                         |                         |                  |               |                  | 4             |                  | 4             |            |
| 1              | Андреа Темешварі       |                         |                         |                         |                  |               |                  | 1             |                  | 1             |            |
| 2              | Івонн Вермак           |                         |                         |                         |                  |               | 1                | 1             | 1                | 1             |            |
| 2              | Венді Тернбулл         |                         |                         | 1                       |                  |               |                  | 1             |                  | 1             | 1          |

### Титули за країнами
| Всього титулів | Країна                             | Турніри Великого шолома | Турніри Великого шолома | Турніри Великого шолома | Чемпіонат WTA    | Чемпіонат WTA | Інші турніри     | Інші турніри  | Всі титули       | Всі титули    | Всі титули |
| Всього титулів | Країна                             | Одиночний розряд        | Парний розряд           | Мікст                   | Одиночний розряд | Парний розряд | Одиночний розряд | Парний розряд | Одиночний розряд | Парний розряд | Мікст      |
| -------------- | ---------------------------------- | ----------------------- | ----------------------- | ----------------------- | ---------------- | ------------- | ---------------- | ------------- | ---------------- | ------------- | ---------- |
| 65             | США ·                              | 4                       | 4                       | 1                       | 1                | 1             | 25               | 29            | 30               | 34            | 1          |
| 12             | Чехословаччина                     |                         |                         |                         |                  |               | 6                | 6             | 6                | 6             |            |
| 7              | Австралія ·                        |                         |                         | 1                       |                  |               |                  | 6             |                  | 6             | 1          |
| 5              | Болгарія                           |                         |                         | 1                       |                  |               | 4                |               | 4                |               | 1          |
| 5              | Німеччина ·                        |                         |                         |                         |                  |               | 2                | 3             | 2                | 3             |            |
| 5              | ПАР                                |                         |                         |                         |                  |               | 1                | 4             | 1                | 4             |            |
| 3              | Швейцарія ·                        |                         |                         |                         |                  |               | 1                | 2             | 1                | 2             |            |
| 3              | Нідерландські Антильські острови · |                         |                         |                         |                  |               |                  | 3             |                  | 3             |            |
| 2              | Італія ·                           |                         |                         |                         |                  |               | 2                |               | 2                |               |            |
| 2              | Бразилія                           |                         |                         |                         |                  |               |                  | 2             |                  | 2             |            |
| 2              | Велика Британія ·                  |                         |                         |                         |                  |               |                  | 2             |                  | 2             |            |
| 2              | Югославія                          |                         |                         |                         |                  |               |                  | 2             |                  | 2             |            |
| 1              | Японія ·                           |                         |                         |                         |                  |               | 1                |               | 1                |               |            |
| 1              | Перу                               |                         |                         |                         |                  |               | 1                |               | 1                |               |            |
| 1              | Швеція                             |                         |                         |                         |                  |               | 2                |               | 2                |               |            |
| 1              | Аргентина                          |                         |                         |                         |                  | 1             |                  |               |                  | 1             |            |
| 1              | Австрія                            |                         |                         |                         |                  |               |                  | 1             |                  | 1             |            |
| 2              | Канада ·                           |                         |                         |                         |                  |               |                  | 2             |                  | 2             |            |
| 1              | Угорщина                           |                         |                         |                         |                  |               |                  | 1             |                  | 1             |            |

## Рейтинги

### Одиночний розряд
| 11 грудня 1983 | 11 грудня 1983      | 11 грудня 1983  | 11 грудня 1983 |
| Ранг           | Гравчиня            | Країна          | Пункти         |
| -------------- | ------------------- | --------------- | -------------- |
| 1              | Мартіна Навратілова | USA             | 19.49          |
| 2              | Кріс Еверт          | USA             | 15.17          |
| 3              | Андреа Єйгер        | USA             | 11.95          |
| 4              | Пем Шрайвер         | USA             | 10.34          |
| 5              | Сільвія Ганіка      | ФРН             | 10.01          |
| 6              | Джо Дьюрі           | Велика Британія | 9.19           |
| 7              | Беттіна Бюнге       | ФРН             | 9.18           |
| 8              | Венді Тернбулл      | Австралія       | 9.18           |
| 9              | Трейсі Остін        | USA             | 9.05           |
| 10             | Зіна Гаррісон       | USA             | 8.99           |

| Грудень 1984 | Грудень 1984        | Грудень 1984   | Грудень 1984 | Грудень 1984 | Грудень 1984 | Грудень 1984 |
| Ранг         | Гравчиня            | Країна         | Пункти       | Мін.         | Макс.        | Зміна        |
| ------------ | ------------------- | -------------- | ------------ | ------------ | ------------ | ------------ |
| 1            | Мартіна Навратілова | USA            | 192.72       | 1            | 1            | NC           |
| 2            | Кріс Еверт          | USA            | 151.14       |              |              | NC           |
| 3            | Гана Мандлікова     | Чехословаччина | 68.40        |              |              | NR           |
| 4            | Пем Шрайвер         | USA            | 64.84        |              |              | NC           |
| 5            | Венді Тернбулл      | Австралія      | 62.73        |              |              | +3           |
| 6            | Мануела Малеєва     | Болгарія       | 58.03        |              |              | NR           |
| 7            | Гелена Сукова       | Чехословаччина | 56.11        |              |              | NR           |
| 8            | Клаудія Коде-Кільш  | ФРН            | 55.17        |              |              | NR           |
| 9            | Зіна Гаррісон       | USA            | 49.46        |              |              | +1           |
| 10           | Кеті Джордан        | USA            | 45.22        |              |              | NR           |

## Нагороди
WTA відзначила 1985 року досягнення таких гравчинь:
- Гравець року: Мартіна Навратілова
- Пара року: Мартіна Навратілова & Пем Шрайвер
- Найбільше покращення: Кеті Джордан
- Відкриття року: Мануела Малеєва
- Подача року: Kim Shaefer
- Нагорода Karen Krantzcke: Марселла Мескер

## Завершили кар'єру
- Флоренца Міхай
- Сью Баркер